# Юррета
Юррета (баск. Iurreta (офіційна назва), ісп. Yurreta) — муніципалітет в Іспанії, у складі автономної спільноти Країна Басків, у провінції Біская. Населення — 3837 осіб (2009).
Муніципалітет розташований на відстані близько 320 км на північ від Мадрида, 25 км на схід від Більбао.
На території муніципалітету розташовані такі населені пункти: (дані про населення за 2009 рік)
- Бакіша: 20 осіб
- Фаусте: 149 осіб
- Гоюрія: 51 особа
- Маньяріку: 28 осіб
- Айта-Сан-Мігель: 37 осіб
- Амаца: 55 осіб
- Арандія: 6 осіб
- Гарайсар: 18 осіб
- Ітурбуру: 77 осіб
- Юррета: 3005 осіб
- Мальябієна: 1 особа
- Ороскета: 64 особи
- Сан-Андрес: 29 осіб
- Санта-Аполонія: 35 осіб
- Артаца: 10 осіб
- Ороміньйо: 27 осіб
- Сан-Марко: 46 осіб
- Арріанді: 101 особа
- Гастаньяца: 26 осіб
- Санта-Манья: 52 особи

## Демографія
Динаміка населення (INE ):

## Галерея зображень

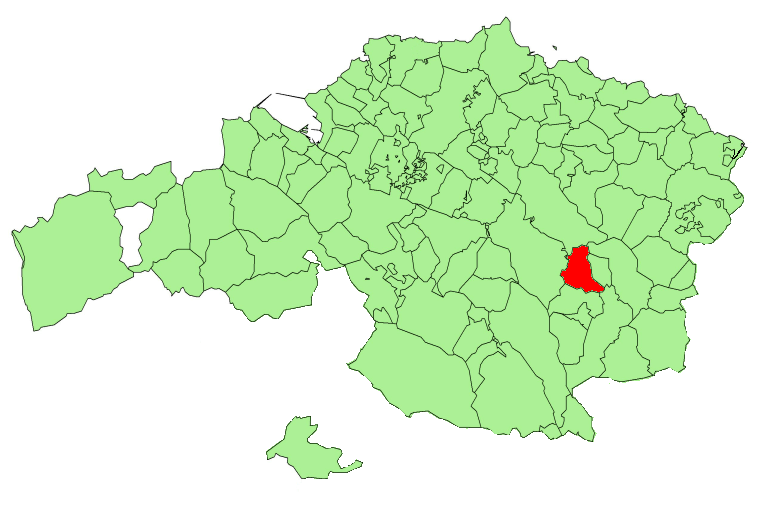
Розташування муніципалітету
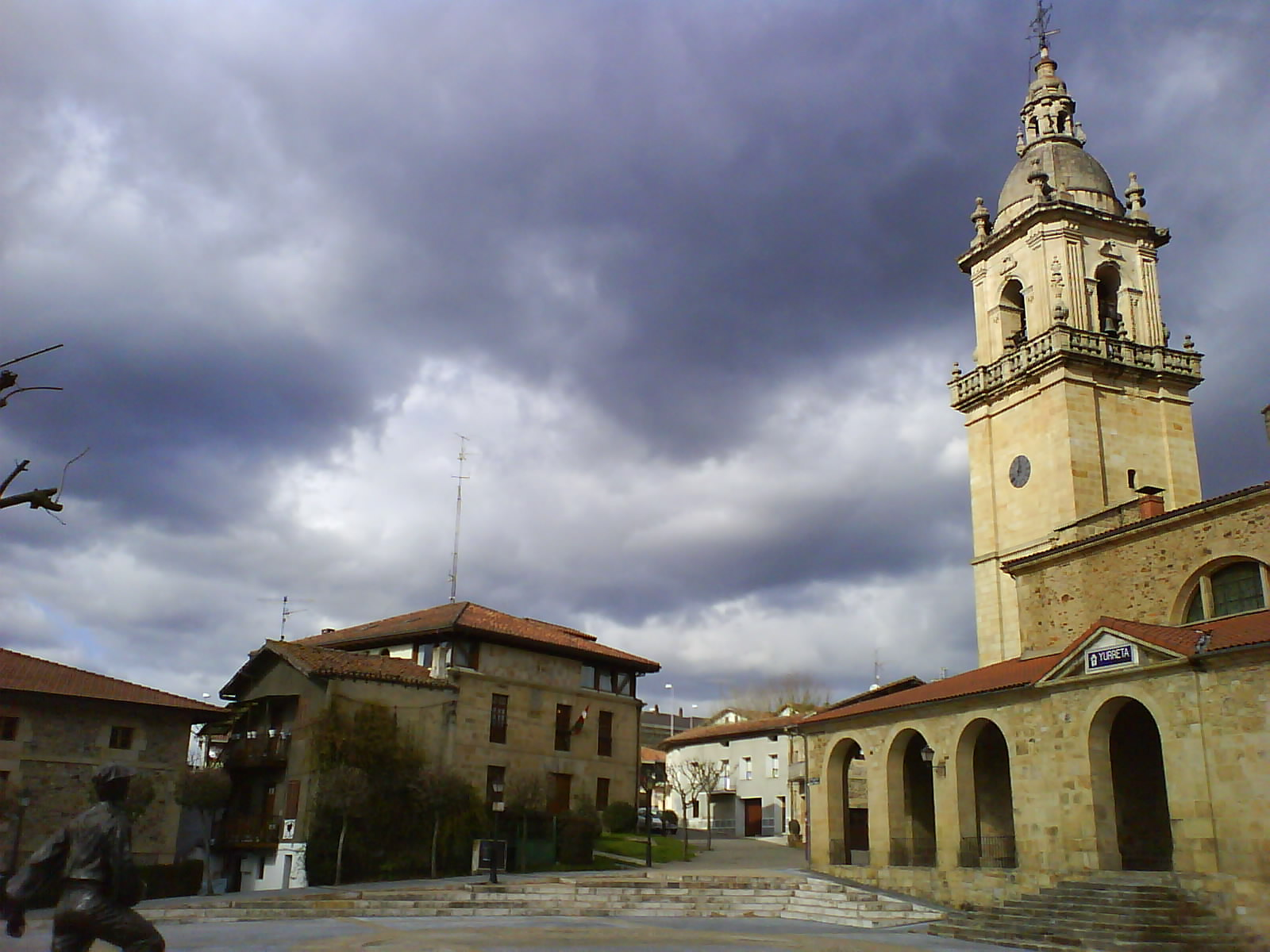
Церква Сан-Мігель і муніципальна рада